# یان کاراش
یان کاراش (لهستانی: Jan Karaś؛ زادهٔ ۱۷ مارس ۱۹۵۹) بازیکن فوتبال اهل لهستان بود.
از باشگاه‌هایی که در آن بازی کرده‌است می‌توان به باشگاه فوتبال لگیا ورشو، باشگاه فوتبال پولونیا ورشو، باشگاه فوتبال واسان پالوسئورا، و باشگاه فوتبال لاریسا اشاره کرد.
وی همچنین در تیم ملی فوتبال لهستان بازی کرده‌است.